# 尖叶黄杨
尖叶黄杨（学名：Buxus sinica sp. aemulans）为黄杨科黄杨属下的一个亚种。

## 扩展阅读
- 維基物種上的相關：尖叶黄杨